# Santa Terezinha de Goiás
Santa Terezinha de Goiás is een gemeente in de Braziliaanse deelstaat Goiás. De gemeente telt 11.829 inwoners (schatting 2009).

## Aangrenzende gemeenten
De gemeente grenst aan Campos Verdes, Crixás en Pilar de Goiás.